# توم كوبر (لاعب كريكت)
توم كوبر (26 نوفمبر 1986 في أستراليا - ) (بالإنجليزية: Tom Cooper)‏ هو لاعب كريكت أسترالي. شارك مع منتخب هولندا للكريكت. أما مع النوادي، فقد لعب مع فريق جنوب أستراليا للكريكت ‏ ونادي مقاطعة سومرست للكريكت ‏ وAdelaide Strikers ‏ وMelbourne Renegades ‏.

## وصلات خارجية
- توم كوبر على موقع إي آس بي آن كريك إنفو (الإنجليزية)